# Jari Kurri
Jari Pekka Kurri (* 18. Mai 1960 in Helsinki) ist ein ehemaliger finnischer Eishockeyspieler und derzeitiger -funktionär. Zwischen 1980 und 1998 absolvierte der rechte Flügelstürmer über 1200 Spiele in der National Hockey League. Den Großteil seiner aktiven Karriere verbrachte er bei den Edmonton Oilers, mit denen er fünf Mal den Stanley Cup gewann, bevor er in der NHL zudem für die Los Angeles Kings, New York Rangers, Mighty Ducks of Anaheim und die Colorado Avalanche auflief. Mit der finnischen Nationalmannschaft nahm er an zahlreichen Weltmeisterschaften sowie an den Olympischen Winterspielen 1980 und 1998 teil, wobei er mit dem Team 1998 die Bronzemedaille gewann. Zwischen 2013 und 2022 war er als General Manager bei seinem Heimatverein Jokerit Helsinki tätig.
Kurri wird als einer der besten Angreifer sowie als einer der besten europäischen Spieler aller Zeiten gehandelt. Dabei profilierte er sich vor allem als herausragender Torschütze, so hält er in dieser Hinsicht bis heute eine Reihe von NHL-Rekorden, während er zugleich deutlich über 1000 Scorerpunkte verzeichnete. Seit 2000 ist er Mitglied der IIHF Hall of Fame, ebenso wie seit 2001 der Hockey Hall of Fame.

## Karriere

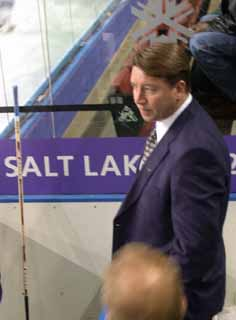
Kurri während der Olympischen Winterspiele 2002

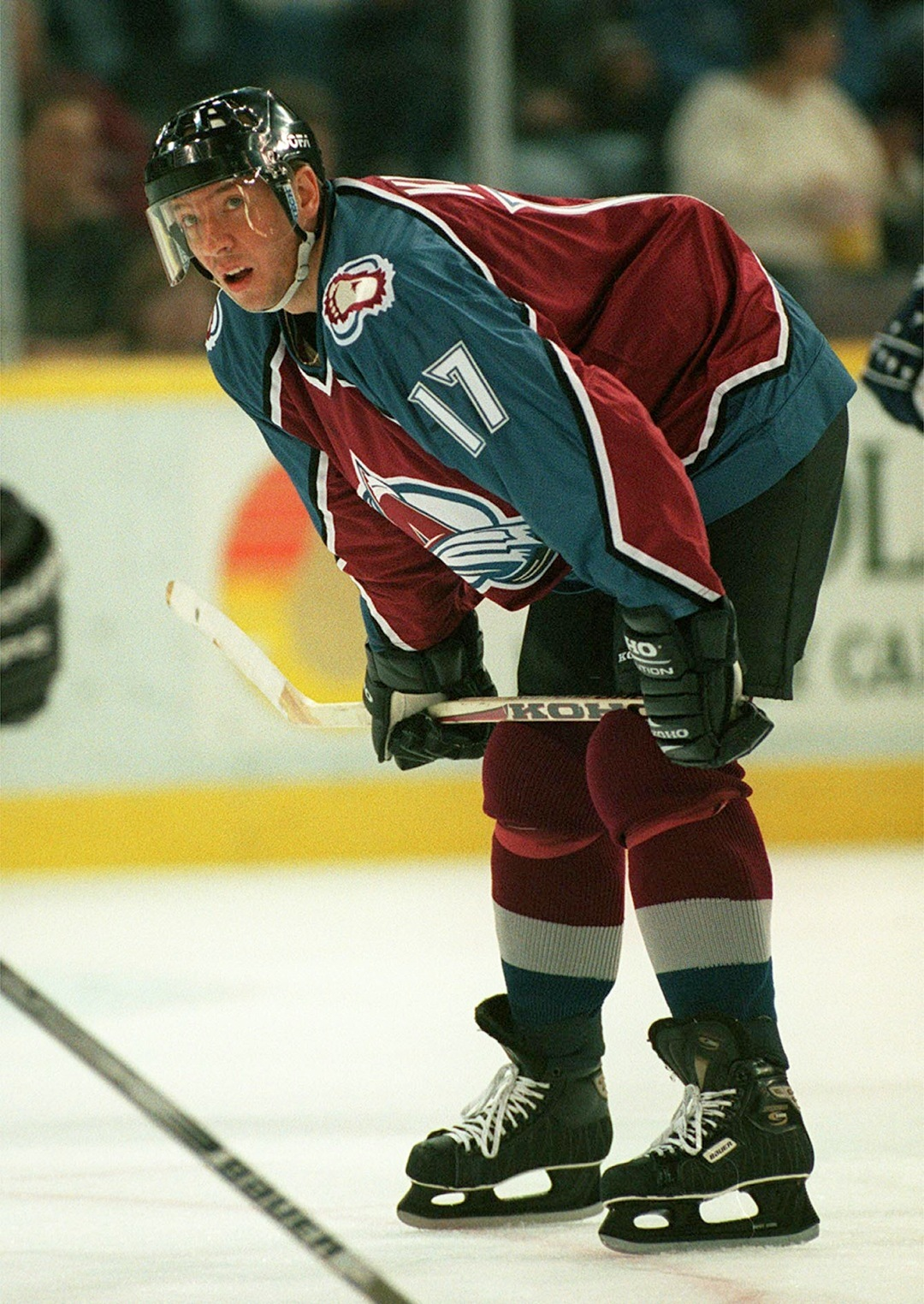
Jari Kurri (1997)

Jari Kurri spielte zehn Jahre für die Edmonton Oilers, wechselte dann zu den Los Angeles Kings, wo er für drei volle und zwei halbe Saisons spielte, spielte danach eine halbe Saison für die New York Rangers und jeweils eine Saison für die Mighty Ducks of Anaheim und schließlich für die Colorado Avalanche, wo er 1998 seine Karriere beendete. Vor seiner Zeit in der NHL und für eine halbe Saison 1994/95 spielte er für seinen Heimatverein Jokerit Helsinki in der SM-liiga sowie eine halbe Saison bei den HC Devils Milano in Italien.
Er gewann mit den Oilers, von denen er im NHL Entry Draft 1980 in Runde 4 als 69. verpflichtet worden war, insgesamt fünfmal den Stanley-Cup (1984, 1985, 1987, 1988 und 1990). Er war der erste Finne der den Cup gewann. Kein anderer Spieler aus Europa schaffte dies öfter. Seine beste Saison war 1984/85, in der er 135 Scorerpunkte (71 Tore, 64 Assists) erzielte. In diesem Jahr schoss er außerdem in 18 Play-off Spielen 19 Tore, womit er einen NHL-Rekord einstellte. In den Conference Finals erzielte er dabei drei Hattricks (drei Tore in einem Spiel), was einen NHL-Rekord darstellt. Ein Jahr später war er Torschützenkönig der Liga mit 68 Toren.
Kurri wurde vor allem als Partner von Wayne Gretzky bekannt, der insgesamt 60 % seiner Tore vorbereitete. Nach Wayne Gretzky ist er der zweiterfolgreichste Scorer der Edmonton Oilers aller Zeiten. Kurri erreichte in der NHL insgesamt 1398 Scorerpunkte, die meisten Punkte eines Europäers zum Zeitpunkt seines Karriereendes. Damit belegte er den 20. Platz bei den Punkten und bei Toren den 18. Platz in der Geschichte der NHL. Inzwischen wurde er als bester Europäer von Jaromír Jágr bei den Toren, den Assists und auch bei den Punkten; sowie von seinem finnischen Landsmann, Teemu Selänne, bei den Toren und Punkten, überholt.
2001 wurde er in die Hockey Hall of Fame aufgenommen.

## Erfolge und Auszeichnungen
- 1983 NHL All-Star Game
- 1984 Stanley-Cup-Gewinn mit den Edmonton Oilers
- 1984 NHL Second All-Star Team
- 1985 NHL All-Star Game
- 1985 Stanley-Cup-Gewinn mit den Edmonton Oilers
- 1985 Lady Byng Memorial Trophy
- 1985 NHL First All-Star Team
- 1986 NHL Second All-Star Team
- 1986 NHL All-Star Game
- 1987 Teilnahme am Rendez-vous ’87
- 1987 Stanley-Cup-Gewinn mit den Edmonton Oilers
- 1987 NHL First All-Star Team
- 1988 NHL All-Star Game
- 1988 Stanley-Cup-Gewinn mit den Edmonton Oilers
- 1989 NHL All-Star Game
- 1989 NHL Second All-Star Team
- 1990 NHL All-Star Game
- 1990 Stanley-Cup-Gewinn mit den Edmonton Oilers
- 1992 NHL-Spieler des Monats November
- 1993 NHL All-Star Game
- 1994 Europapokal-Gewinn mit Jokerit Helsinki
- 1994 SM-liiga-Spieler des Monats Dezember
- 1998 NHL All-Star Game
- 1998 Aufnahme in die Finnische Eishockey-Ruhmeshalle
- 2001 Aufnahme in die Hockey Hall of Fame

### International
- 1978 Goldmedaille bei der U18-Junioren-Europameisterschaft
- 1978 Bester Stürmer der U18-Junioren-Europameisterschaft
- 1978 All-Star-Team der U18-Junioren-Europameisterschaft
- 1980 Silbermedaille bei der U20-Junioren-Weltmeisterschaft
- 1980 Bester Vorlagengeber der U20-Junioren-Weltmeisterschaft
- 1991 All-Star-Team der Weltmeisterschaft
- 1994 Silbermedaille bei der Weltmeisterschaft
- 1994 All-Star-Team der Weltmeisterschaft
- 1998 Bronzemedaille bei den Olympischen Winterspielen
- 2000 Aufnahme in die IIHF Hall of Fame

## Karrierestatistik

### International
Vertrat Finnland bei:
| - U18-Junioren-Europameisterschaft 1978 - U20-Junioren-Weltmeisterschaft 1979 - U20-Junioren-Weltmeisterschaft 1980 - Olympischen Winterspielen 1980 - Canada Cup 1981 - Weltmeisterschaft 1982 - Canada Cup 1987 - Weltmeisterschaft 1989 | - Weltmeisterschaft 1990 - Canada Cup 1991 - Weltmeisterschaft 1994 - World Cup of Hockey 1996 - Olympischen Winterspielen 1998 Vertrat die National Hockey League bei: - Rendez-vous ’87 |

(Legende zur Spielerstatistik: Sp oder GP = absolvierte Spiele; T oder G = erzielte Tore; V oder A = erzielte Assists; Pkt oder Pts = erzielte Scorerpunkte; SM oder PIM = erhaltene Strafminuten; +/− = Plus/Minus-Bilanz; PP = erzielte Überzahltore; SH = erzielte Unterzahltore; GW = erzielte Siegtore; 1 Play-downs/Relegation; Kursiv: Statistik nicht vollständig)